# Catasticta philodora
Catasticta philodora är en fjärilsart som beskrevs av Brown 1939. Catasticta philodora ingår i släktet Catasticta och familjen vitfjärilar.
Artens utbredningsområde är Ecuador. Inga underarter finns listade i Catalogue of Life.